# الربيع الكئيب (رواية)
رواية الربيع الكئيب (بالإنجليزية: Bleak Spring)‏ هي رواية للكاتب الأسترالي جون كليري. نشرت عام 1993. كان الكتاب العاشر الذي يضم محقق سيدني سكوبي مالون.